# Крижаний шип

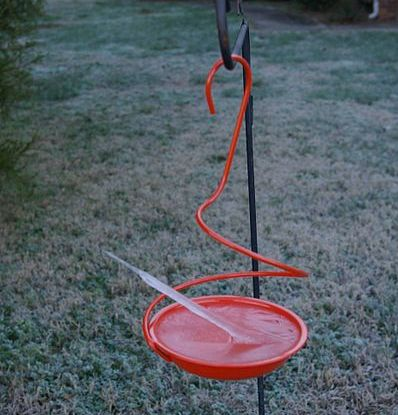
Класична форма шипу

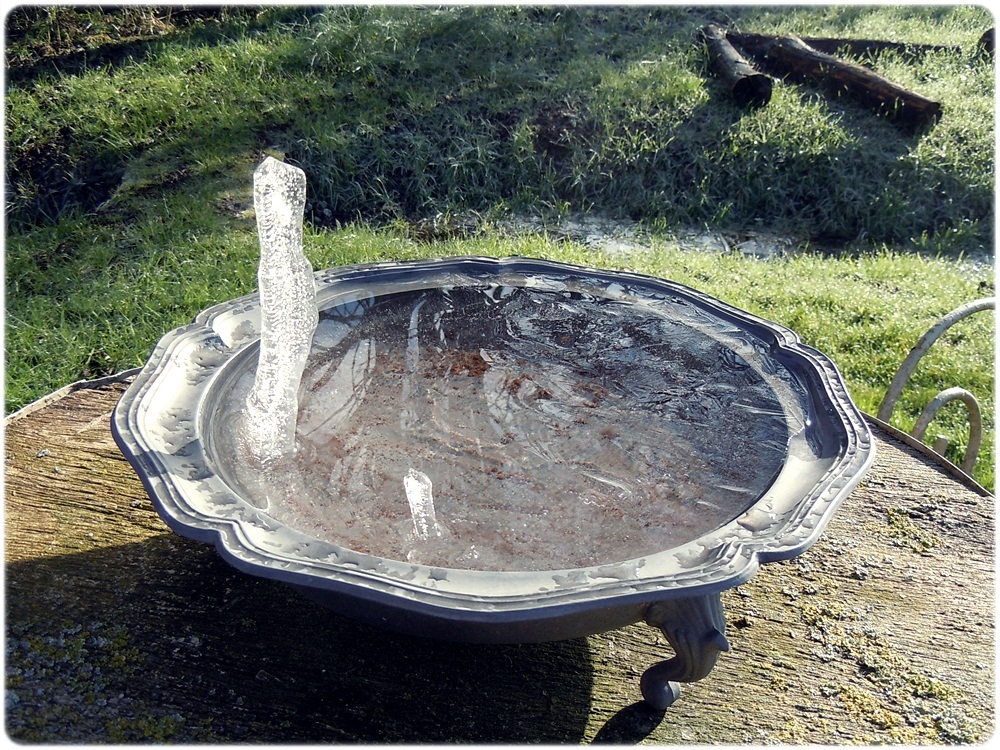
Форма свічки

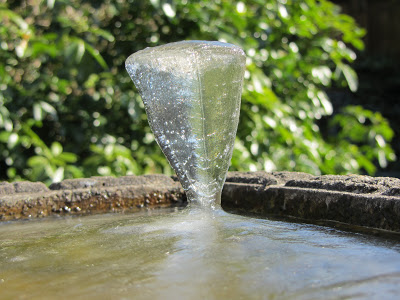
Перевернута піраміда

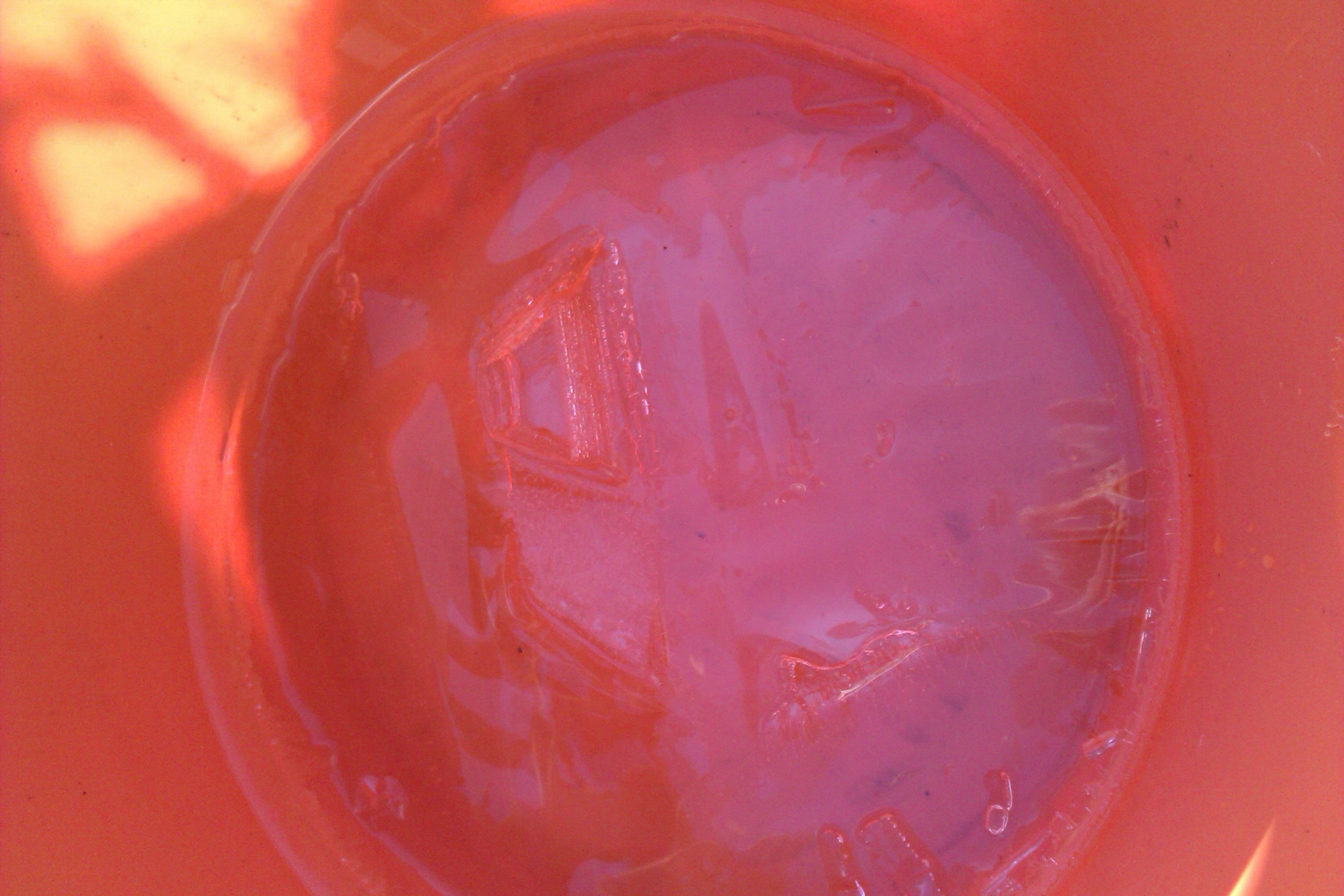
Початок трапецевидного формування у відрі замерзлої дощової води

Крижаний шип — утворення з льоду, часто у вигляді перевернутої бурульки, яке виступає вгору з поверхні замерзлої води. Хоча їх поява доволі рідкісна, крижані шипи, природно утворені на поверхнях малих водойм, описувалися ще з 1920-х років. Механізм формування, знаний як модель Беллі-Дорсі, був запропонований на початку XX століття, але довго не перевірявся у лабораторних умовах. У 2010-х роках багато фотографій крижаних шипів з'явилось в інтернеті, разом з інструкціями як отримати їх заморожуючи дистильовану воду в холодильнику чи морозилці. Це дозволило науковцям перевірити гіпотезу в лабораторних умовах і, хоча експерименти підтверджують модель Беллі-Дорсі, вони підняли питання про те як утворюються природні крижані шипи. Шипи іноді виростають в інших формах, і називались крижаними свічками, вежами, вазами. Одна дуже незвичайна форма це перевернута піраміда.
Хоча природні крижані шипи здебільшого розміром у декілька сантиметрів, канадець Джін Х'юсер, під час подорожі через замерзле озеро Ірі в 1963 році, описував малі діри у кризі через які вода періодично вистрілювала під тиском і замерзала утворюючи півтораметрові струмені льоду, які виглядали як «телефоні стовпи по всьому озеру».

## Історія питання
Крижані шипи згадувались як рідкісний феномен з 1920-х. Теоріяю механізму формування незалежно висунули науковці Беллі та Дорсі на початку XX століття, і до сьогодні вона залишається найбільш прийнятим поясненням цього явища. Шипи формуються частіше у посудинах, де вода замерзає швидко, аніж у великих об'ємах води як озера чи ставки. Багато вебсторінок показують і обговорюють формування незвичайних утворень з льоду, також описуючи багато випадків формування шипів у холодильниках. Можливість вирощування крижаних шипів у контрольованих середовищах спонукало невелику кількість досліджень причин їхнього формування на фізичному факультеті Каліфорнійського технологічного інституту під керівництвом Кеннеса Ліббрехта.

## Механізм формування
Природно сформовані крижані шипи, часто у формах свічок чи багатогранних веж (зазвичай трикутних), іноді з'являються у контейнерах замерзлої дощової води чи води з-під крану. Вода розширюється на 9 % при замерзанні, і найпростіша форма кристалу льоду яка відбиває свою внутрішню структуру це шестикутна призма. Верхня і нижня поверхні кристалу — шестикутні площини названі основними площинами. Напрям перпендикулярний до основних площин називається c-віссю.
Процес починається коли вода на поверхні нуклеується навколо нерівностей біля стінок посудини і починає замерзати всередину. Якщо c-вісь першого сформованого кристала не є вертикальною, то основна площина перетинає поверхню вздовж певної лінії перпендикулярної до c-осі, і голки криги поширюються по поверхні води вздовж цієї лінії. В той самий час завіса льоду росте вниз у переохолоджену воду вздовж основної площини. Плівка криги росте закриваючи більшість поверхні, кристали з'єднуються і вода продовжує замерзати до центру поки тільки мала дірка залишається не замерзлою. Кристалітні завіси переважно з'єднуються під 60 градусами, і тому дірка здебільшого має форму трикутника, хоча інші геометричні форми можливі. Замерзання льоду вниз усередину виштовхує залишки води через дірку і формується випуклий меніск, який виступає трохи вище ніж поверхня криги. Коли краї меніску замерзають вони утворюють невеличку греблю, яка змушує воду підніматись трохи вище, яка замерзає формуючи нову греблю на верху першої. Якщо швидкість виштовхування води рівний швидкості замерзання на краю дірки, тоді цей процес неперервно повторюється, і усі шари формують трубку льоду. Ріст трубки продовжується поки верх не закриється, або поки вся вода не замерзне. Формування крижаних шипів пов'язане з формою посудини з водою, концентрацією домішок, температури і кругообігу повітря над водою. Шипи які ростуть з кристаліту сформованого під поверхнею води можуть рости з криги під крутим кутом, а не перпендикулярно їй.

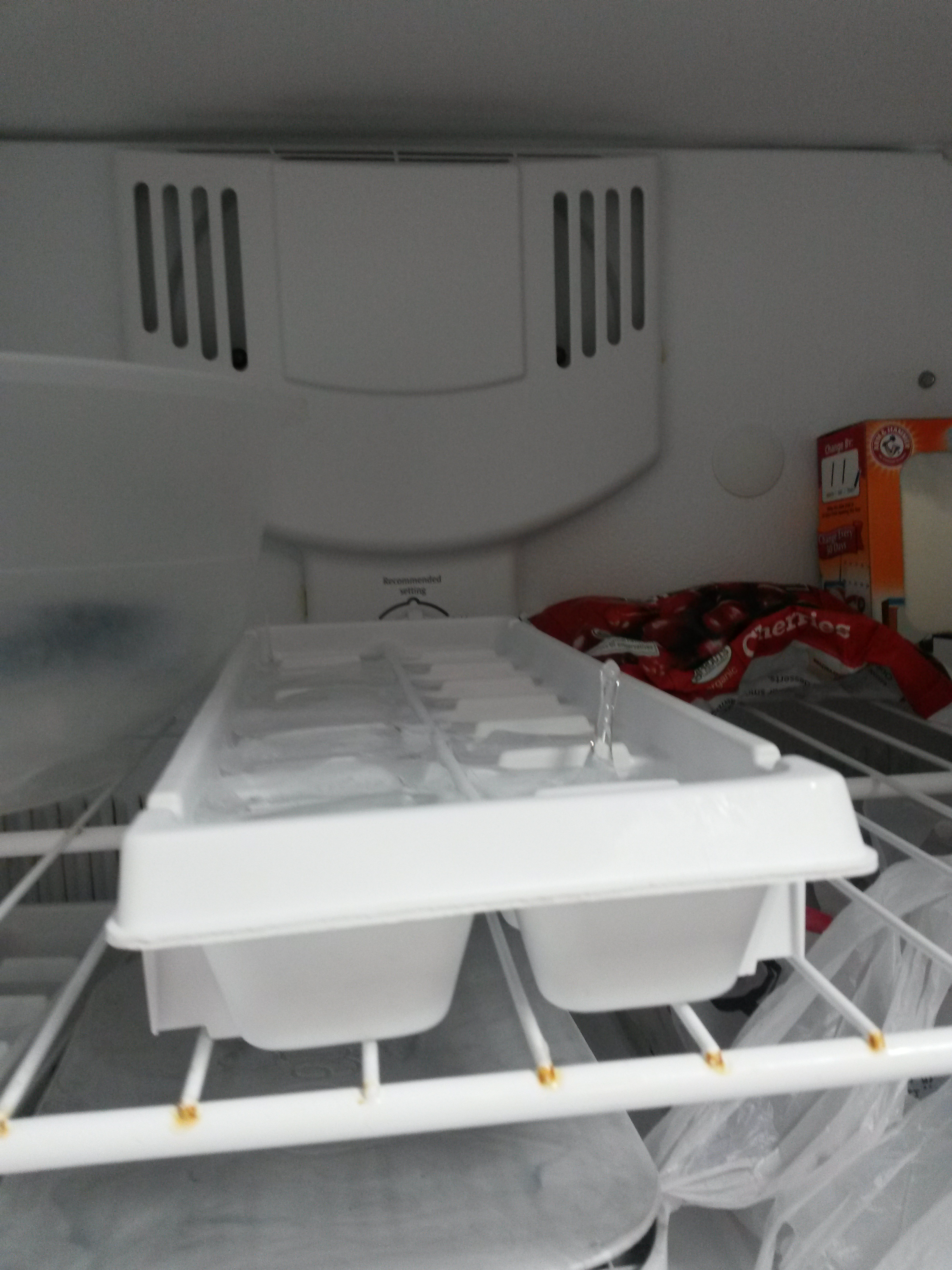
Крижаний шип з посудини для кубиків льоду

Малі крижані шипи можуть формуватись штучно у лотку для кубиків льоду з дистильованої води в домашніх холодильниках. Формування такого шипу таке ж як і його формування у природі — зменшення об'єму всередині куба збільшує тиск води проштовхуючи її крізь дірку на поверхні. Ріст такого шипу припиняється коли верхівка замерзає повністю, що стається набагато раніше ніж замерзання всієї води у кубі. Цей метод дає маленькі шипи, здебільшого круглі або трикутні у поперечному перерізі, з гострим кінцем. Експерименти цим методом відкрили що шипи мають менше шансів формуватись якщо використовувати не дистильовану воду. Це ставить під питання як формуються крижані шипи у воді з під крану чи дощовій воді, і було запропоновано що у випадку малих шипів домішки концентруються в незамерзлій частині на верху трубки знижуючи швидкість замерзання. Проте окрім випадків коли виростають дуже великі шипи, має існувати інший механізм який би усував домішки які накопичуються на вершині трубки яка росте. Або домішки заштовхуються у пакети які замерзають повільніше, або можливо конвекційний потік, який був би незначним у малих, штучно вирощених шипах, замінює воду на вершині трубки свіжою водою з під льоду.

## Галерея
- Крижаний шип у морозилці холодильника

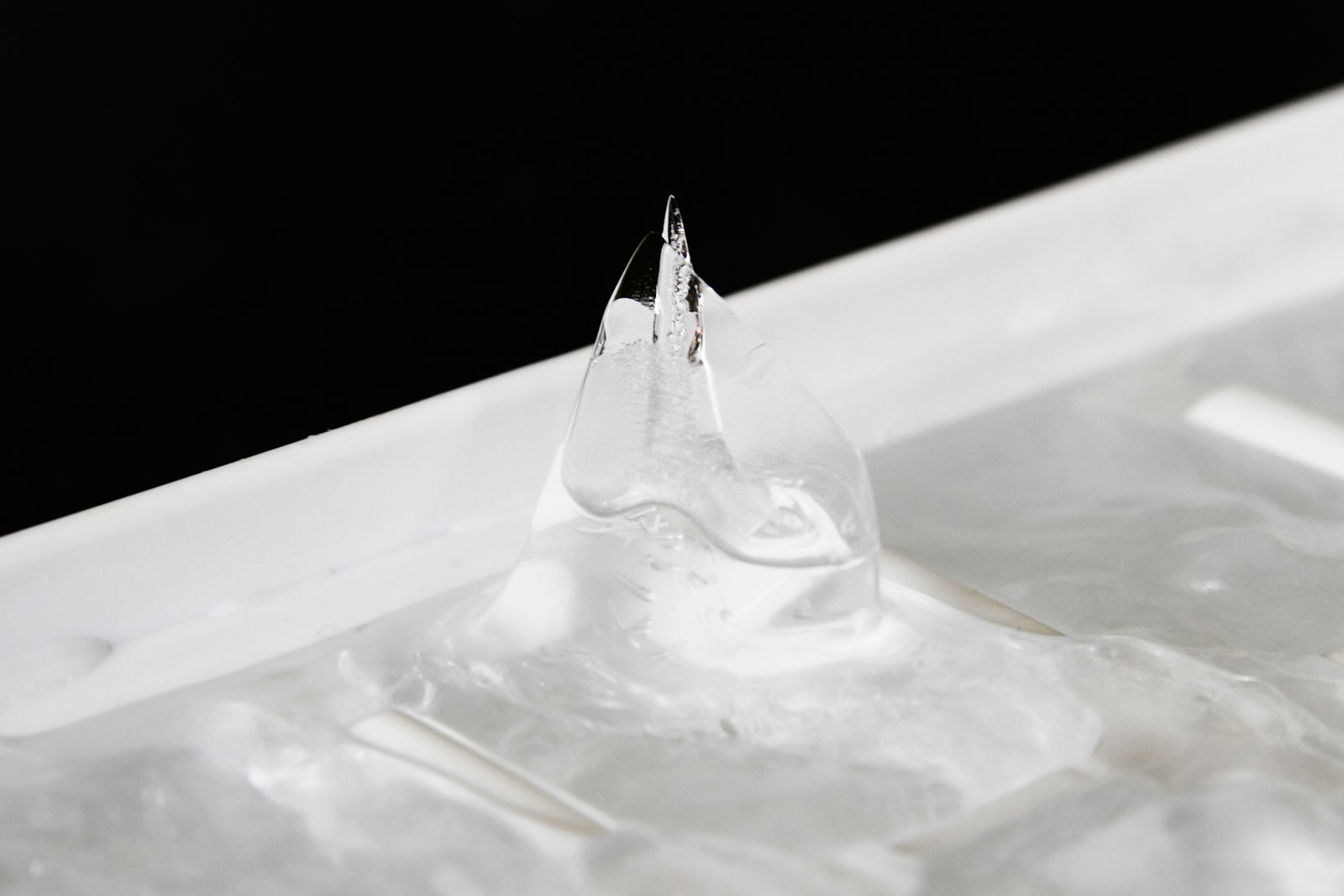
Шип вирощений у лотку для крижаних кубиків
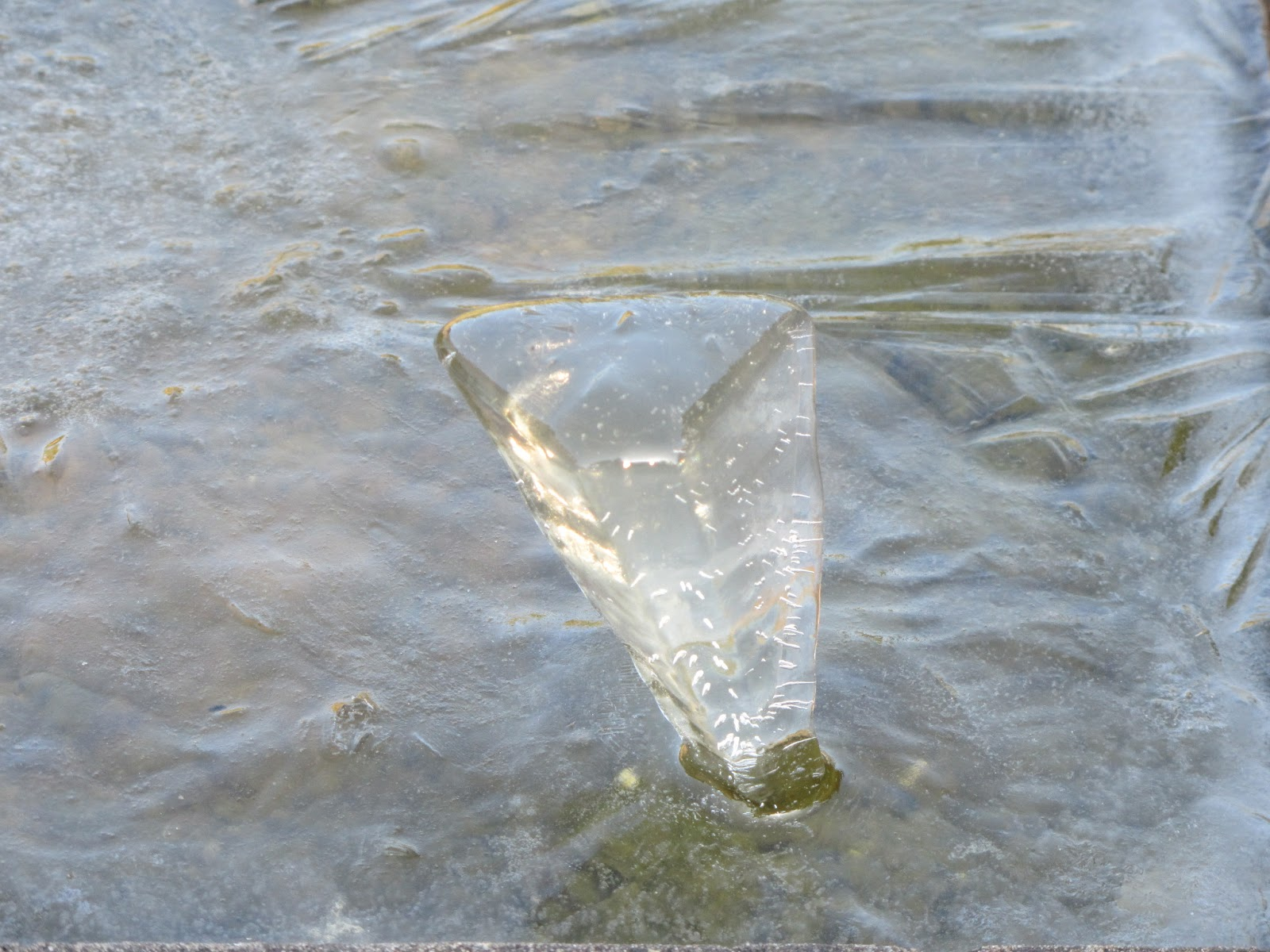
Перевернута піраміда у пташиній ванночці
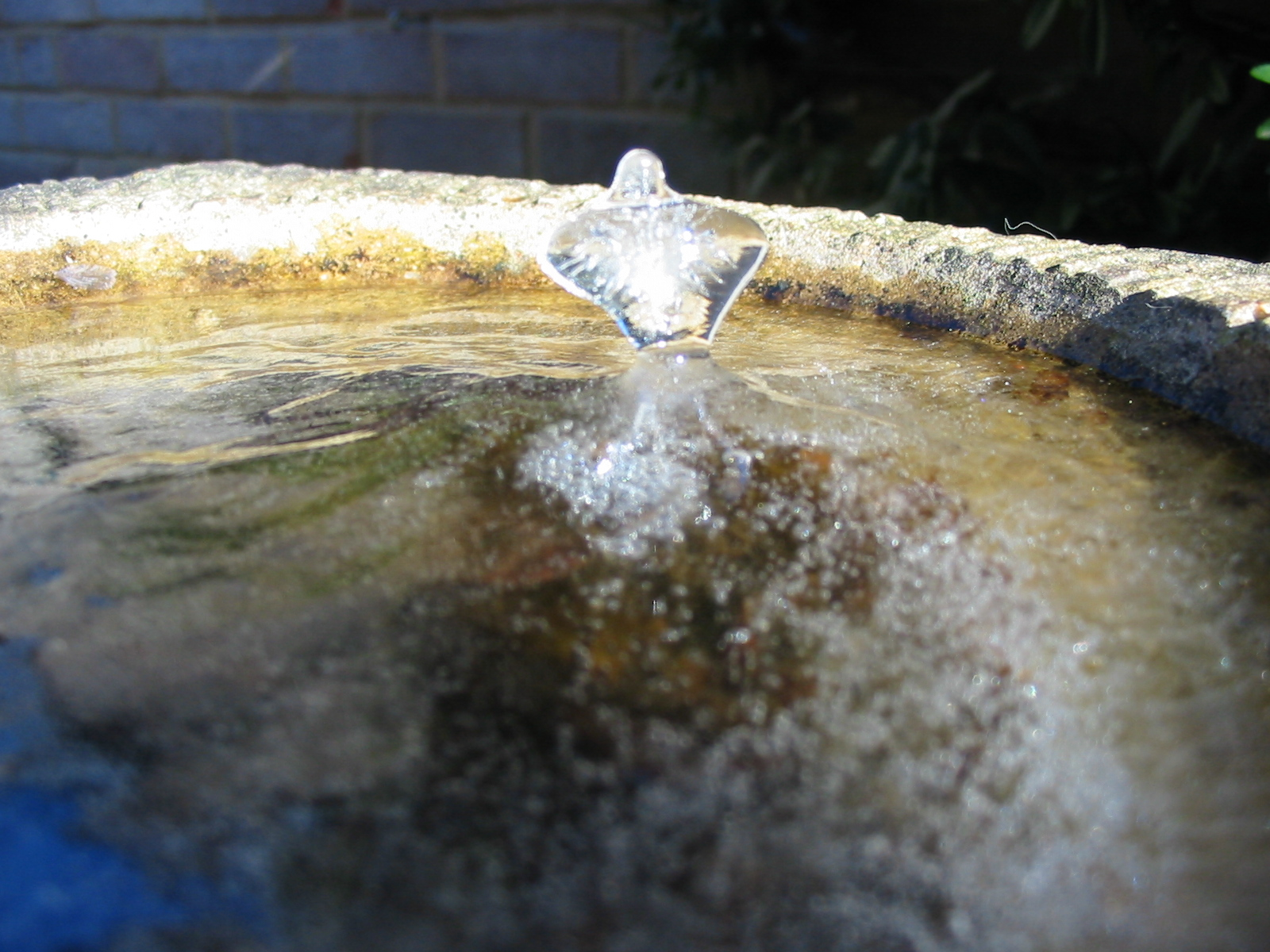
Шип сформований після сильного нічного морозу
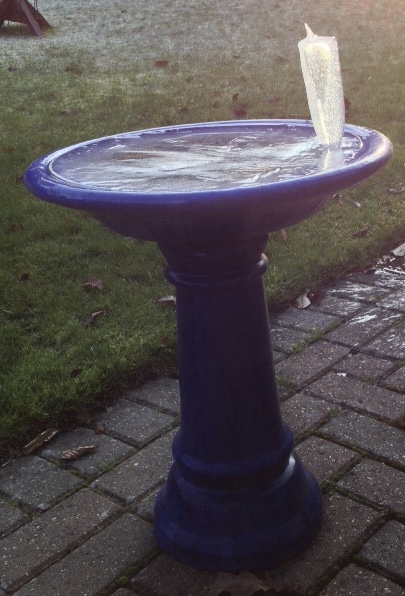
Крижана свічка
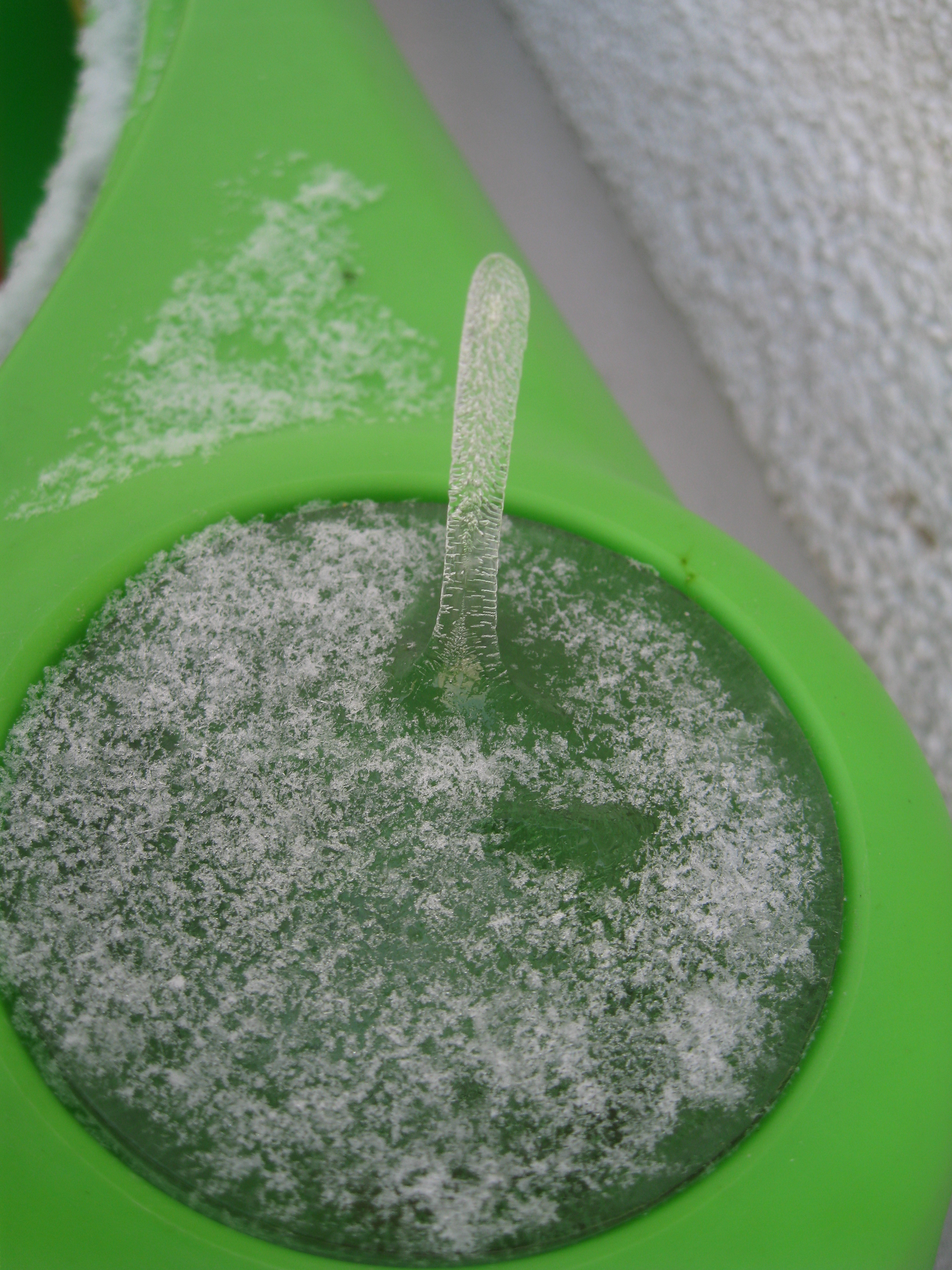
Шип з дощової води
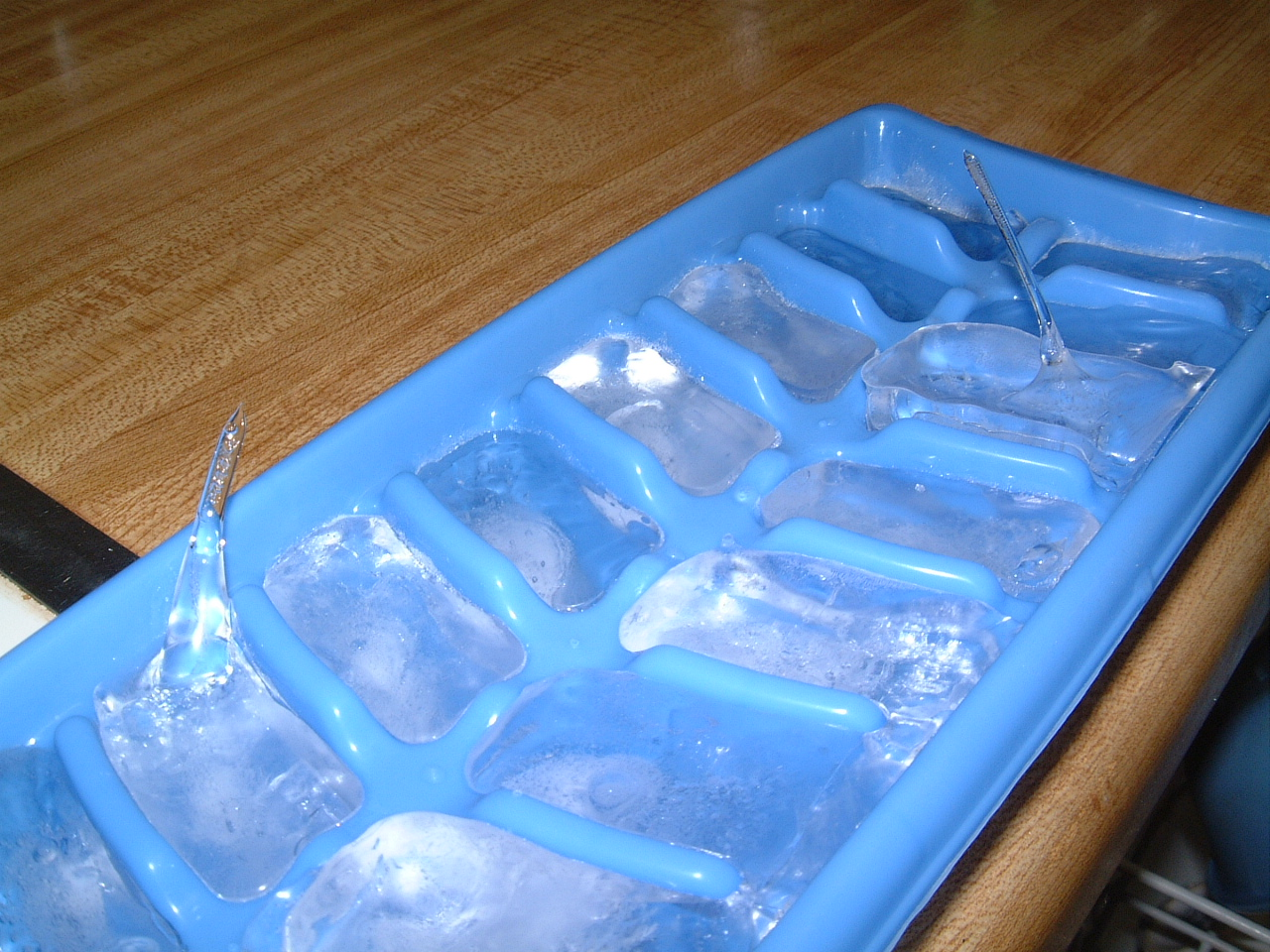
Лоток з двома крижаними шипами
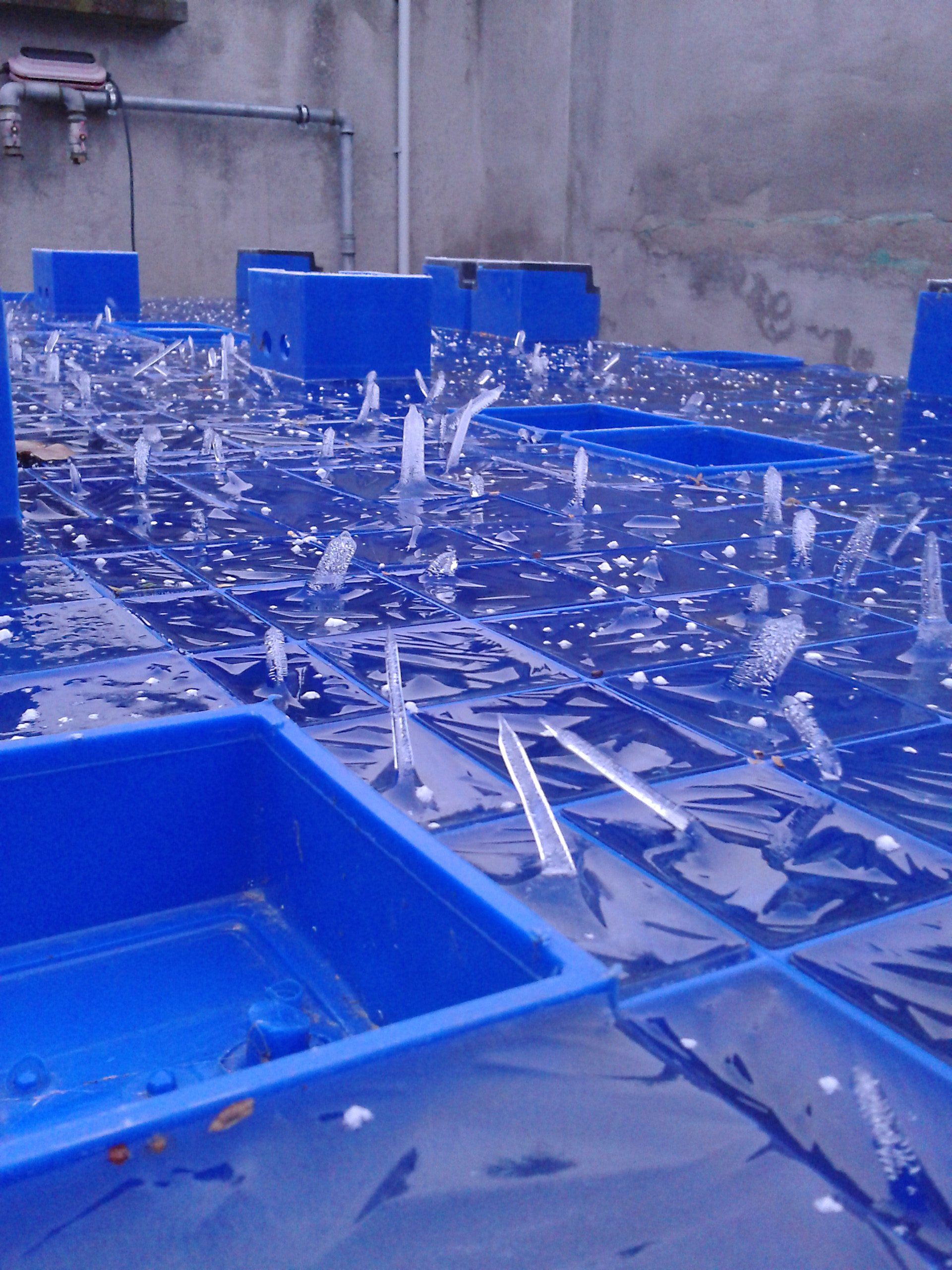
Багато шипів на водяних баках
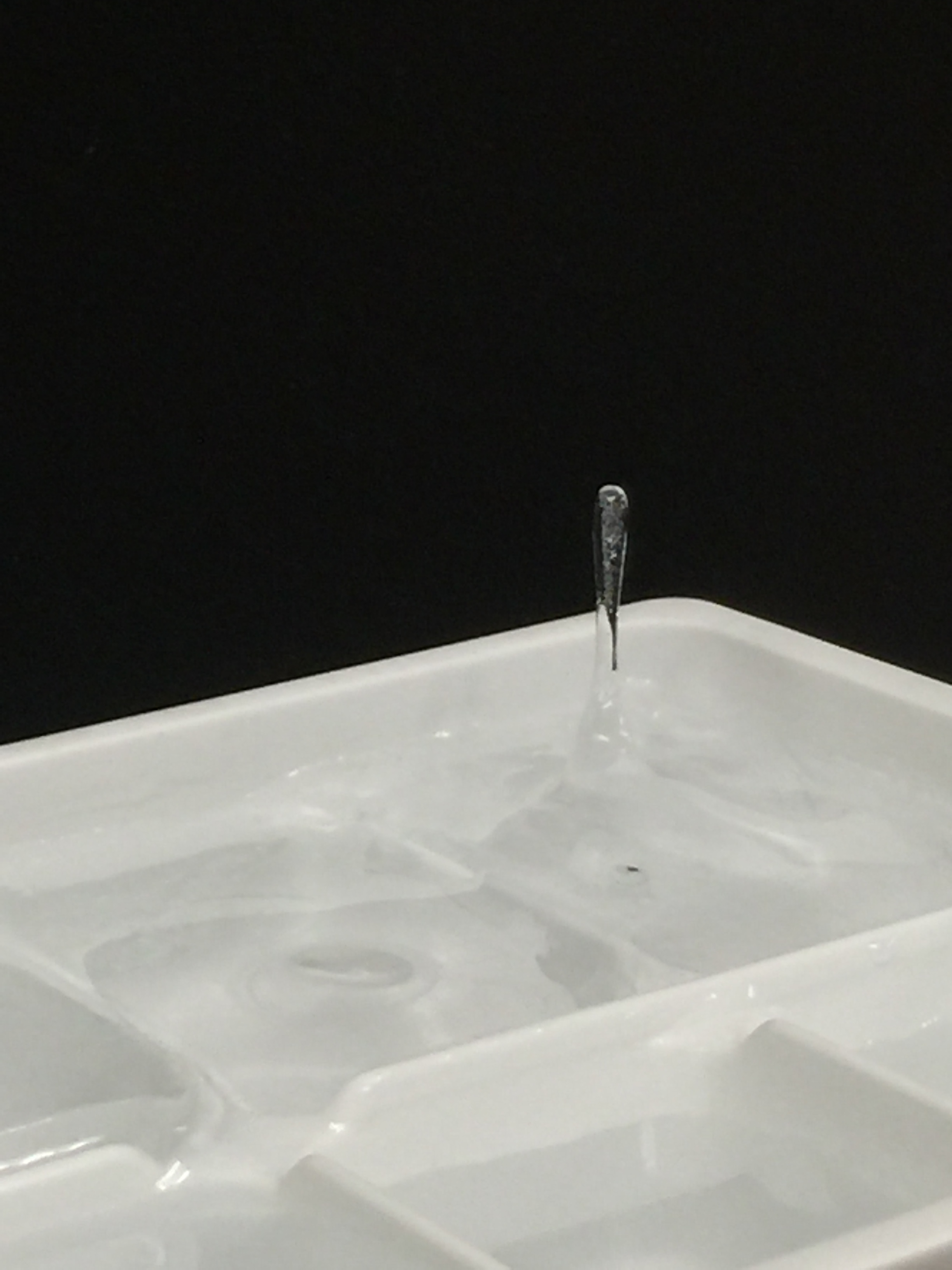